# ذا ريل سليم شيدي
ذا ريل سليم شيدي (بالإنجليزية: The Real Slim Shady)‏ (وتعني بالعربية: «سليم شيدي» الحقيقي) هي أغنية لمغني الراب الأمريكي إيمينيم من ألبومه الثالث «ذا مارشال ماذرز إل بي (2000)». تم إصدارها كأغنية رئيسية قبل شهر من إصدار الألبوم.
كانت أغنية «ذا ريل سليم شيدي» هي أول أغنية لإمنيم تصل إلى المرتبة الأولى في المملكة المتحدة، كما بلغت ذروتها في المرتبة الرابعة على Billboard Hot 100، مما جعله أكبر نجاح له حتى تلك اللحظة. كانت الأغنية هي الأكثر مبيعًا رقم 14 لعام 2000 في المملكة المتحدة. حاز على العديد من الجوائز، بما في ذلك جوائز MTV Video Music Awards لأفضل فيديو وأفضل فيديو للذكور، بالإضافة إلى جائزة Grammy Award لأفضل أداء Rap Solo. في أكتوبر 2011، وضعتها NME في المرتبة 80 على قائمتها «150 أفضل المسارات في الخمسة عشر عامًا الماضية». تم إدراجها في المرتبة 396 في أعظم 500 أغنية في NME على الإطلاق.

## روابط خارجية
- ذا ريل سليم شيدي، النسخة الرسمية - نسخة مشطوبة الشتائم - قناة موسيقى إمينيم الرسمية. على يوتيوب.
- ذا ريل سليم شيدي، النسخة الرسمية - نسخة مع الشتائم - قناة موسيقى إمينيم الرسمية. على يوتيوب.